# Clasificación de la combinada en la Vuelta a España
La clasificación de la combinada en la Vuelta a España fue una de las clasificaciones secundarias de la Vuelta a España. Era una clasificación que recompensa al ciclista con mejor ranking sumando la Clasificación general, la Clasificación por puntos y la del Gran Premio de la montaña. El líder era el que tenía menos puntos en la suma de la posición de las tres clasificaciones.

## Historia
Creada el 1970, no fue hasta 2006 cuando se introdujo el maillot blanco para su líder. Desaparece en 2018.

## Palmarés
| Año       | Ciclista              | Equipo                   | Puntos | Otros maillots                |
| --------- | --------------------- | ------------------------ | ------ | ----------------------------- |
| 1970      | Guido Reybrouck       | Germanvox-Wega           |        | Puntos                        |
| 1971      | Cyrille Guimard       | Fagor-Mercier-Hutchinson |        | Puntos Metas volantes         |
| 1972      | José Manuel Fuente    | Kas-Kaskol               |        | General Montaña               |
| 1973      | Eddy Merckx           | Molteni                  |        | General Puntos Metas volantes |
| 1974      | José Luis Abilleira   | La Casera                |        | Montaña                       |
| 1975-1985 | no atribuido          |                          |        |                               |
| 1986      | Sean Kelly            | Kas                      |        | Puntos                        |
| 1987      | Laurent Fignon        | Système U                |        | -                             |
| 1988      | Sean Kelly            | Kas-Canal 10             |        | General Puntos                |
| 1989      | Óscar de Jesús Vargas | Postobón                 |        | Montaña                       |
| 1990      | Federico Echave       | CLAS-Cajastur            |        | -                             |
| 1991      | Federico Echave       | CLAS-Cajastur            |        | -                             |
| 1992      | Tony Rominger         | CLAS-Cajastur            |        | General                       |
| 1993      | Jesús Montoya         | Amaya Seguros            |        | -                             |
| 1994-2001 | no atribuido          |                          |        |                               |
| 2002      | Roberto Heras         | US Postal Service        | 9      | -                             |
| 2003      | Alejandro Valverde    | Kelme-Costa Blanca       | 9      | -                             |
| 2004      | Roberto Heras         | Liberty Seguros-Würth    | 6      | General                       |
| 2005      | Roberto Heras         | Liberty Seguros-Würth    | 6      | General                       |
| 2006      | Alexander Vinokourov  | Astana-Würth             | 8      | General                       |
| 2007      | Denis Menchov         | Rabobank                 | 4      | General Montaña               |
| 2008      | Alberto Contador      | Astana                   | 6      | General                       |
| 2009      | Alejandro Valverde    | Caisse d'Épargne         | 7      | General                       |
| 2010      | Vincenzo Nibali       | Liquigas-Doimo           | 9      | General                       |
| 2011      | Juan José Cobo        | Geox-TMC                 | 9      | General                       |
| 2012      | Alejandro Valverde    | Movistar                 | 8      | Puntos                        |
| 2013      | Christopher Horner    | RadioShack Leopard       | 5      | General                       |
| 2014      | Alberto Contador      | Tinkoff-Saxo             | 6      | General                       |
| 2015      | Joaquim Rodríguez     | Team Katusha             | 16     | -                             |
| 2016      | Nairo Quintana        | Movistar Team            | 8      | General                       |
| 2017      | Chris Froome          | Team Sky                 | 5      | General Puntos                |
| 2018      | Simon Yates           | Mitchelton-Scott         | 11     | General                       |